# フェリックス・バレラ (ボクサー)
フェリックス・バレラ（Felix Manuel Valera Alvarez、男性、1988年1月19日 - ）は、ドミニカ共和国のプロボクサー。サントドミンゴ出身。元WBA世界ライトヘビー級暫定王者。

## 来歴
2012年9月28日、ラ・ロマーナのカサ・プエルトリコでホセ・モーラとデビュー戦を行い、初回KO勝ちを収めデビュー戦を白星で飾った。
2014年10月24日、ラ・ロマーナのコリセオ・ペドロ・フリオ・ノラスコでエデュアルド・メルセデスとドミニカスーパーミドル級王座決定戦を行い、メルセデスの初回終了時棄権した為王座獲得に成功した。
2014年12月13日、サントドミンゴのカサ・デ・ロス・クルベスでドミニカ王座の防衛戦とWBAフェデラテンスーパーミドル級王座決定戦をエミリアーノ・カイエターノと行い、4回1分6秒KO勝ちを収めドミニカ王座の初防衛、WBAフェデラテン王座の獲得に成功した。
2015年2月10日、WBAはバレラをWBA世界スーパーミドル級13位にランクインした。
2015年8月12日、WBAはバレラをWBA世界ライトヘビー級6位にランクインした。
2015年8月23日、ロシアのヤルタにあるリクソス・ムリーヤ・リゾート・ヤルタで元WBA世界スーパーミドル級暫定王者でWBA世界ライトヘビー5位のスタニスラフ・カシュタノフとWBA世界ライトヘビー級暫定王座決定戦を行い、12回2-1（116-112、111-117、115-113）の判定勝ちを収めデビュー戦からの連続KO勝ちは12で止まったものの、無敗のまま王座獲得に成功した。
2015年9月11日、WBAはバレラをWBA世界ライトヘビー級暫定王者としてWBA世界ライトヘビー級1位にランクインした。
2016年5月21日、モスクワのメガスポルトでデニス・レベデフ対ビクトル・ラミレスの前座でWBA世界ライトヘビー級9位でWBAインターコンチネンタルライトヘビー級王者のディミトリー・ビボルと対戦し、初黒星となる12回0-3の判定負けを喫し初防衛に失敗、王座から陥落した。

## 戦績
- プロボクシング：30戦23勝(20KO)7敗

| 戦           | 日付           | 勝敗 | 時間    | 内容    | 対戦相手                           | 国籍           | 備考                                                    |
| ------------ | -------------- | ---- | ------- | ------- | ---------------------------------- | -------------- | ------------------------------------------------------- |
| 1            | 2012年9月28日  | ☆    | 1R 0:24 | KO      | ホセ・モーラ                       | ドミニカ共和国 | プロデビュー戦                                          |
| 2            | 2012年10月18日 | ☆    | 1R 0:55 | TKO     | ゲオヴァニー・アスセンシオ         | ドミニカ共和国 |                                                         |
| 3            | 2012年11月10日 | ☆    | 2R終了  | TKO     | ジョネリ・レイエス                 | ドミニカ共和国 |                                                         |
| 4            | 2012年12月17日 | ☆    | 1R終了  | TKO     | ラモン・ヒメネス                   | ドミニカ共和国 |                                                         |
| 5            | 2013年2月2日   | ☆    | 1R 1:58 | TKO     | アレクサンデル・エルナンデス       | ドミニカ共和国 |                                                         |
| 6            | 2013年3月9日   | ☆    | 1R 0:56 | TKO     | フランク・モーラ                   | ドミニカ共和国 |                                                         |
| 7            | 2013年5月18日  | ☆    | 1R 2:53 | TKO     | ジョンソン・テレス                 | ドミニカ共和国 |                                                         |
| 8            | 2013年8月24日  | ☆    | 1R 0:42 | KO      | ネルシード・ミゲール・アグラモンテ | ドミニカ共和国 |                                                         |
| 9            | 2013年12月16日 | ☆    | 1R 2:56 | KO      | モデスト・フェリックス             | ドミニカ共和国 |                                                         |
| 10           | 2014年3月10日  | ☆    | 1R終了  | TKO     | アネウディー・マーテェス           | ドミニカ共和国 |                                                         |
| 11           | 2014年10月24日 | ☆    | 1R終了  | TKO     | エドゥアルド・メルセデス           | ドミニカ共和国 | ドミニカスーパーミドル級王座決定戦                      |
| 12           | 2014年12月13日 | ☆    | 4R 1:06 | KO      | エミリアーノ・カイエターノ         | ドミニカ共和国 | WBAフェデラテンスーパーミドル級王座決定戦 ドミニカ防衛1 |
| 13           | 2015年8月23日  | ☆    | 12R     | 判定2-1 | スタニスラフ・カシュタノフ         | ウクライナ     | WBA暫定・世界ライトヘビー級王座決定戦                   |
| 14           | 2016年5月21日  | ★    | 12R     | 判定0-3 | ディミトリー・ビボル               | ロシア         | WBA暫定陥落                                             |
| 15           | 2016年12月16日 | ☆    | 10R     | 判定3-0 | ガスク・ペルドモ                   | ベネズエラ     |                                                         |
| 16           | 2017年6月24日  | ☆    | 3R 2:00 | TKO     | アンディ・ペレス                   | ドミニカ共和国 |                                                         |
| 17           | 2017年11月25日 | ★    | 10R     | 判定0-3 | スリバン・バレラ                   | キューバ       |                                                         |
| 18           | 2018年3月17日  | ☆    | 7R 1:42 | TKO     | デイビス・ベロカル                 | コロンビア     | WBAフェデラテンライトヘビー級王座決定戦                 |
| 19           | 2018年11月10日 | ☆    | 10R     | 判定3-0 | ブライアン・ペレス・カスティーヨ   | ドミニカ共和国 |                                                         |
| 20           | 2019年5月4日   | ☆    | 4R 2:29 | KO      | マリオ・アギラール                 | メキシコ       |                                                         |
| 21           | 2019年9月14日  | ★    | 8R 2:01 | 失格    | ビャチェスラフ・シャブランスキー   | ウクライナ     |                                                         |
| 22           | 2021年3月12日  | ★    | 10R     | 判定0-3 | ブライアン・ペレス・カスティーヨ   | ドミニカ共和国 | WBCラテン・WBAフェデカリブライトヘビー級王座決定戦      |
| 23           | 2021年5月26日  | ☆    | 3R終了  | TKO     | レイナルド・ゴンサレス             | ベネズエラ     |                                                         |
| 24           | 2021年12月24日 | ★    | 10R     | 判定0-3 | マクシム・ブラソフ                 | ロシア         | EBPユーラシアライトヘビー級タイトルマッチ               |
| 25           | 2022年7月22日  | ☆    | 7R 2:43 | TKO     | フェリペ・ロメロ                   | メキシコ       |                                                         |
| 26           | 2022年11月10日 | ☆    | 1R 0:48 | KO      | ロナルド・ゴンサレス               | ベネズエラ     |                                                         |
| 27           | 2023年2月24日  | ☆    | 2R 0:15 | TKO     | アレックス・セラン                 | コロンビア     |                                                         |
| 28           | 2024年5月24日  | ☆    | 2R 0:26 | KO      | フランシスコ・スエロ・ペレス       | ドミニカ共和国 |                                                         |
| 29           | 2024年8月30日  | ★    | 5R 2:23 | TKO     | アレクセイ・パピン                 | ロシア         | WBAアジアクルーザー級王座決定戦                         |
| 30           | 2024年10月26日 | ★    | 3R 0:04 | TKO     | ミハル・チェスラック               | ポーランド     |                                                         |
| テンプレート |                |      |         |         |                                    |                |                                                         |

## 獲得タイトル
- ドミニカスーパーミドル級王座
- WBAフェデラテンスーパーミドル級王座
- WBA世界ライトヘビー級暫定王座（防衛0）
- WBAフェデラテンライトヘビー級王座